# چارلز جی. فیپس
چارلز جی. فیپس (انگلیسی: Charles J. Phipps؛ 1835 – ۲۵ مهٔ ۱۸۹۷) یک معمار اهل انگلستان بود.
وی به دلیل ساخت سالن‌های تئاتر در بریتانیا شناخته می‌شود.

## سالن‌های تئاتر
- تئاتر رویال، باث (۱۸۶۲/۳) (بازسازی)
- تئاتر رویال، ناتینگهام (۱۸۶۵)
- تئاتر رویال، برایتون (۱۸۶۶) (بازسازی)
- Queen's Theatre, Long Acre (۱۸۶۷)
- Gaiety Theatre, London (۱۸۶۸)
- Olympic Theatre (۱۸۷۰)
- تئاتر وودویل، لندن (۱۸۷۱)
- Gaiety Theatre, Dublin (۱۸۷۱)
- Theatre Royal, Glasgow (۱۸۸۰) و (۱۸۹۵) the largest surviving example of his work.
- تئاتر ساووی، لندن (۱۸۸۱)[۱] (بازسازی ۱۹۲۹)
- Royal Strand Theatre (۱۸۸۲، تخریب شده ۱۹۰۵)[۲]
- Royal Lyceum Theatre, ادینبرو (۱۸۸۳)
- Royal Hippodrome Theatre (originally Theatre Royal and Opera House), ایست‌بورن (۱۸۸۳)
- تئاتر پرنس ولز (۱۸۸۴) also known as the تئاتر پرنس ولز; تخریب شده ۱۹۳۴[۳]
- Royal Theatre, نورث‌همپتون (۱۸۸۴)
- Theatre Royal, Portsmouth (۱۸۸۴)
- Theatre Royal, Exeter (۱۸۸۶), نابود به دلیل آتش‌سوزی ۱۸۸۷
- تئاتر لیریک، لندن (۱۸۸۸)
- Original Shaftesbury Theatre (۱۸۸۸)
- تئاتر گریک، لندن، به‌همراه والتر امدن (۱۸۸۹)
- Queen's Hall (۱۸۹۳), (preliminary designs only) بمب‌باران در ۱۹۴۱
- Daly's Theatre (۱۸۹۳), تخریب شده
- Grand Theatre, Wolverhampton (۱۸۹۴)
- Folly Theatre (۱۸۹۵), بازسازی
- تئاتر هر مجستی، لندن (۱۸۹۷)

## نگارخانه

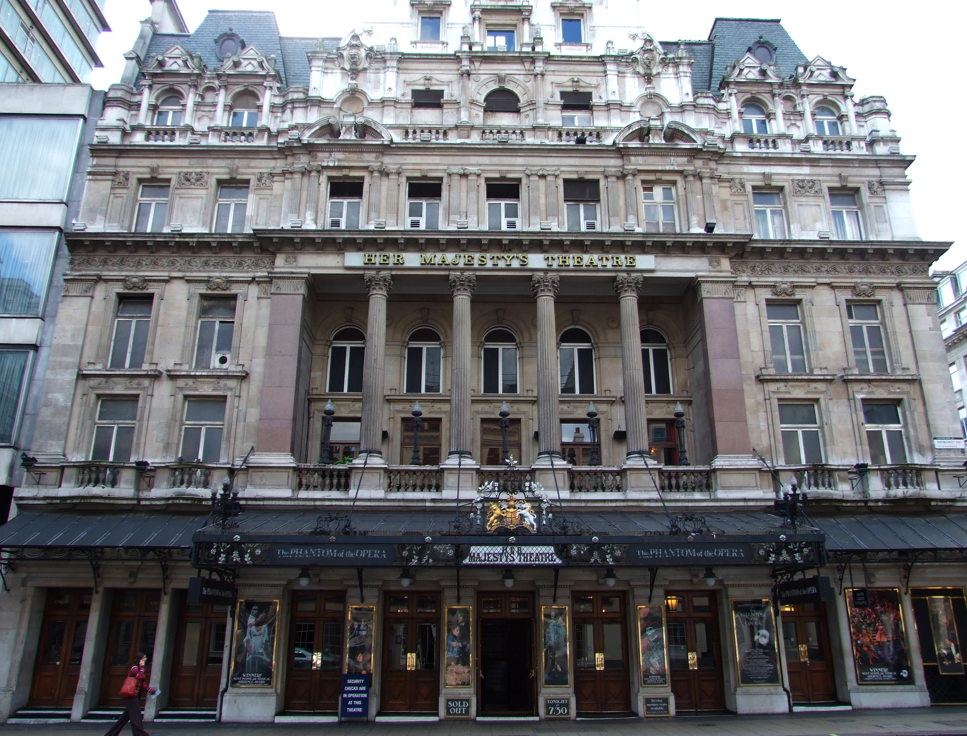
Her Majesty's Theatre, London (1897)
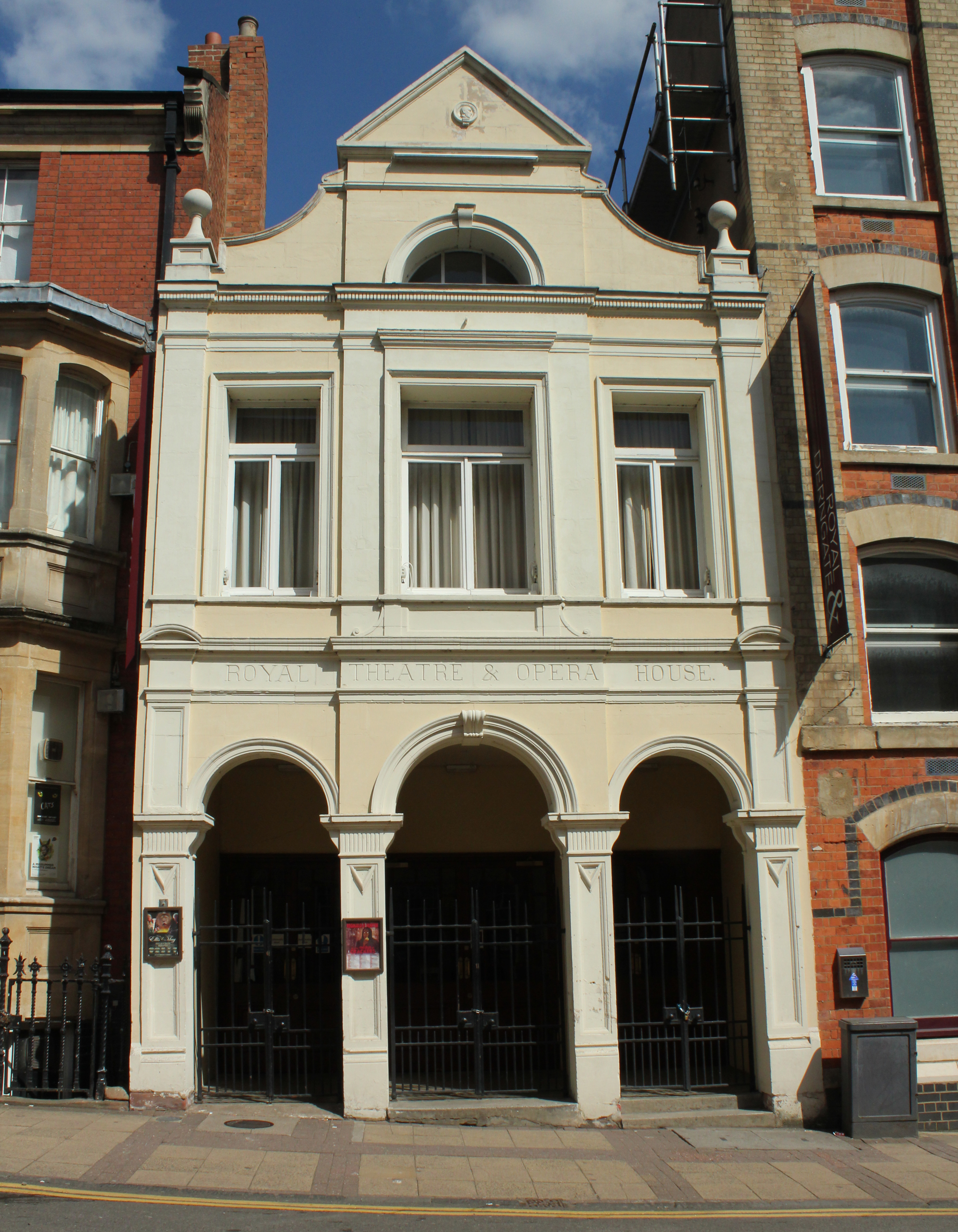
Royal Theatre, Northampton